# Cornelis Cruys (admiraal)

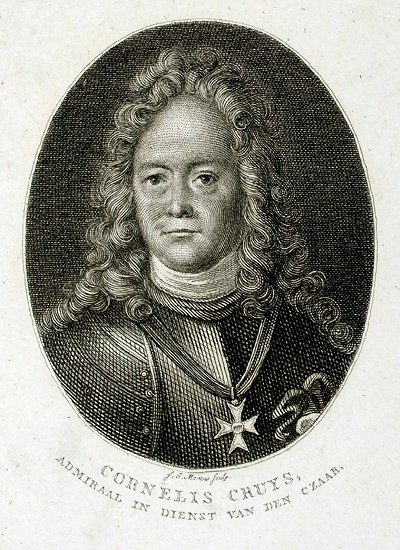
De Noorse admiraal Cornelis Cruys (Niels Olsen Creutz) door J.E. Marcus, graveur, 1818?

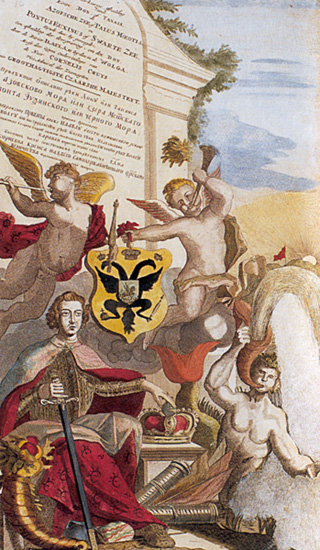
De eerste Russische atlas, de Atlas van Cruys, gemaakt door viceadmiraal Cornelis Cruys en Peter de Grote, uitgegeven in Amsterdam, 1703-1704.

Cornelis Ivanovitsj Cruys (Russisch: Корнелий Иванович Крюйс) geboren als Niels Olsen Creutz Olufsen, (Stavanger 17 juni 1655 – Sint-Petersburg 14 juni 1727), was een zeevaarder in dienst van de Russische marine onder tsaar Peter de Grote. Hij haalde de rang van admiraal en was van Noorse, gedeeltelijk ook van Nederlandse komaf.

## Leven

### Noors-Nederlands zeeman
Cruys werd in 1655, sommige bronnen geven 1656 of 1657, in Stavanger als zoon van Ole Gudfastersen en Appellone Nielsdatter Koch. Via zijn grootmoeder van moederszijde Ingeborg Hollaenders was hij gedeeltelijk van Nederlandse afkomst. Het is niet bekend wanneer de Noor Niels Olsen Creutz (in het Nederlands “Cornelis Roelofsz”) naar de Nederlandse Republiek is gegaan en wanneer hij zijn naam veranderd heeft in Cornelis Cruys (Kornelius Krøys or Cornelis Cruijs). Zeker is dat hij van 1680 tot 1698 in Amsterdam heeft gewoond. In december 1680 was hij schipper op een Spanjevaarder. In 1681 huwde Cruys de 21-jarige Catharina Voogt, de dochter van Claas Pieterszoon Voogt, kapitein van een koopvaardijschip, en Jannetje Jans. In december 1681 werd Cruys officieel poorter van Amsterdam. Tot 1696 bleef hij varen op Spanje, Portugal en het Caraïbisch gebied. In juli van dat jaar werd hij aangesteld als equipagemeester van de scheepswerf van de Admiraliteit van Amsterdam, dat wil zeggen dat hij verantwoordelijk was voor de uitrusting van de marineschepen. In de tussentijd had Cruys ook ervaring opgedaan in het maken van zeekaarten.

### Aangesteld door Peter de Grote
In 1697 reisde tsaar Peter de Grote incognito door Europa, de Grote Ambassade. De Nederlandse Republiek bezocht hij vooral om de laatste uitvindingen te leren kennen, met name die in de scheepsbouw. Dankzij de bemiddeling van de Amsterdamse burgemeester Nicolaes Witsen, een deskundige in Russische zaken, kreeg de tsaar de gelegenheid om 4 maanden lang te werken op de grootste particuliere scheepswerf ter wereld, die van de Vereenigde Oostindische Compagnie in Amsterdam. Hier hielp hij mee met de bouw van een speciaal voor hem begonnen Oost-Indiëvaarder, de Petrus en Paulus. Tijdens dit verblijf in de Nederlanden wist de tsaar via tussenpersonen veel geschoold personeel voor de modernisering van Rusland aan te werven, zoals sluiswachters, metselaars, scheepsbouwers en zeelieden.

### Architect van de Russische marine
Op het terrein van de zeevaart was Cornelis Cruys als ervaren zeeman en uitreder van schepen zijn belangrijkste aanwinst. De zeeman had zich echter pas laten overhalen om in Russische dienst te treden, nadat hij de garantie had gekregen dat de tsaar hem zou beschermen in het geval dat Cruys in buitenlandse gevangenschap zou raken. Hij vertrok daarop in 1698 naar Rusland om de tsaar te adviseren in maritieme aangelegenheden. Cruys kan in deze functie worden beschouwd als de architect van de Russische marine. Hij kreeg de leiding van de scheepswerf in Voronezj en werd viceadmiraal van de door hemzelf gebouwde Zwarte Zeevloot onder admiraal Fjodor Alekseevic Golovin, terwijl een andere Nederlander, Jan van Rees, werd aangesteld als schout-bij-nacht. Bovendien was Cruys van 1698 tot 1702 als eerste "Rus" burgemeester van Taganrog, waar de scheepswerven lagen. De nieuwe vloot wist in 1700 een vrede met het Ottomaanse Rijk af te dwingen, die echter niet de door de tsaar gewenste vrije vaart op de Zwarte Zee bracht.

### Commandant van de Oostzeevloot
In 1701 werd Cruys naar Archangelsk gestuurd om de verdediging van die stad tegen mogelijke Zweedse aanvallen te organiseren. Tsaar Peter was namelijk gewond geraakt, in Grote Noordse Oorlog met de Zweden, toen hij Ingermanland en Karelië tot Russisch grondgebied wilde maken om zo een veilige toegang tot de Oostzee te verkrijgen. In 1704 werd Cruys commandant van de nog door hemzelf te bouwen Russische Oostzeevloot en bedacht hij het fort Kroonslot. In 1705 bewezen de nieuwe vloot en het fort hun grote waarde doordat een Zweedse aanval op Sint-Petersburg kon worden afgeslagen.
De concentratie op het Oostzeegebied leidde tot verwaarlozing van de Zwarte Zeevloot. Cruys kreeg in 1710 de opdracht deze te herstellen, maar voordat hij daaraan toekwam leed het Russische landleger een grote nederlaag tegen de Turken. De tsaar werd gedwongen in 1711 de Zee van Azov aan het Ottomaanse rijk af te staan en de scheepswerven werden vernietigd. Wel maakt Cruys in dat jaar nog de eerste zeekaarten van de Zee van Azov en de rivier de Don.

### In ongenade
In 1713 viel Cruys in ongenade nadat de Russische Oostzeevloot als gevolg van het weifelende optreden van de viceadmiraal enkele malen er niet in slaagde om Zweedse schepen buit te maken. Hij werd in 1714 door een krijgsraad ter dood veroordeeld, wat echter door de tsaar omgezet werd in een verbanning naar Kazan. Schout-bij-nacht Van Rees werd eveneens ter dood veroordeeld en pas toen hij al geblinddoekt voor het vuurpeloton stond begenadigd en verbannen naar Siberië, waar hij enkele jaren later overleed. Cruys werd in 1715 door de tsaar weer teruggehaald om te helpen bij de verdere opbouw van de Russische marine, maar hij kreeg niet meer het bevel over een vloot.

### Admiraal
In 1721 werd door de Vrede van Nystad de Grote Noordse Oorlog beëindigd. Cruys werd in vredestijd benoemd tot admiraal als erkenning voor zijn verdiensten bij de vorming van de Russische marine tot de sterkste vloot in het Oostzeegebied. Hij overleed in 1727 in een paleis in Sint-Petersburg, twee jaar na de dood van tsaar Peter, en werd begraven in de Oude Kerk te Amsterdam.